# Nadprzewodnictwo

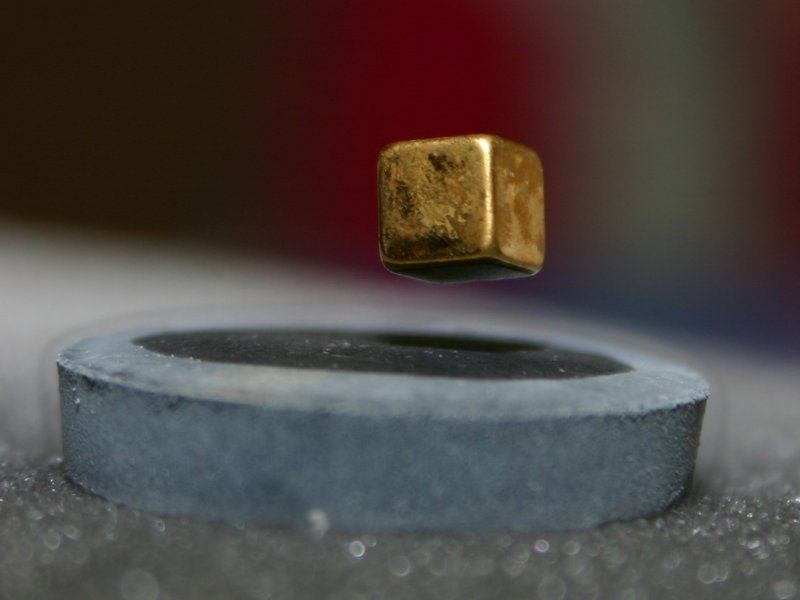
Namagnesowany przedmiot lewituje nad nadprzewodnikiem schłodzonym poniżej temperatury przejścia

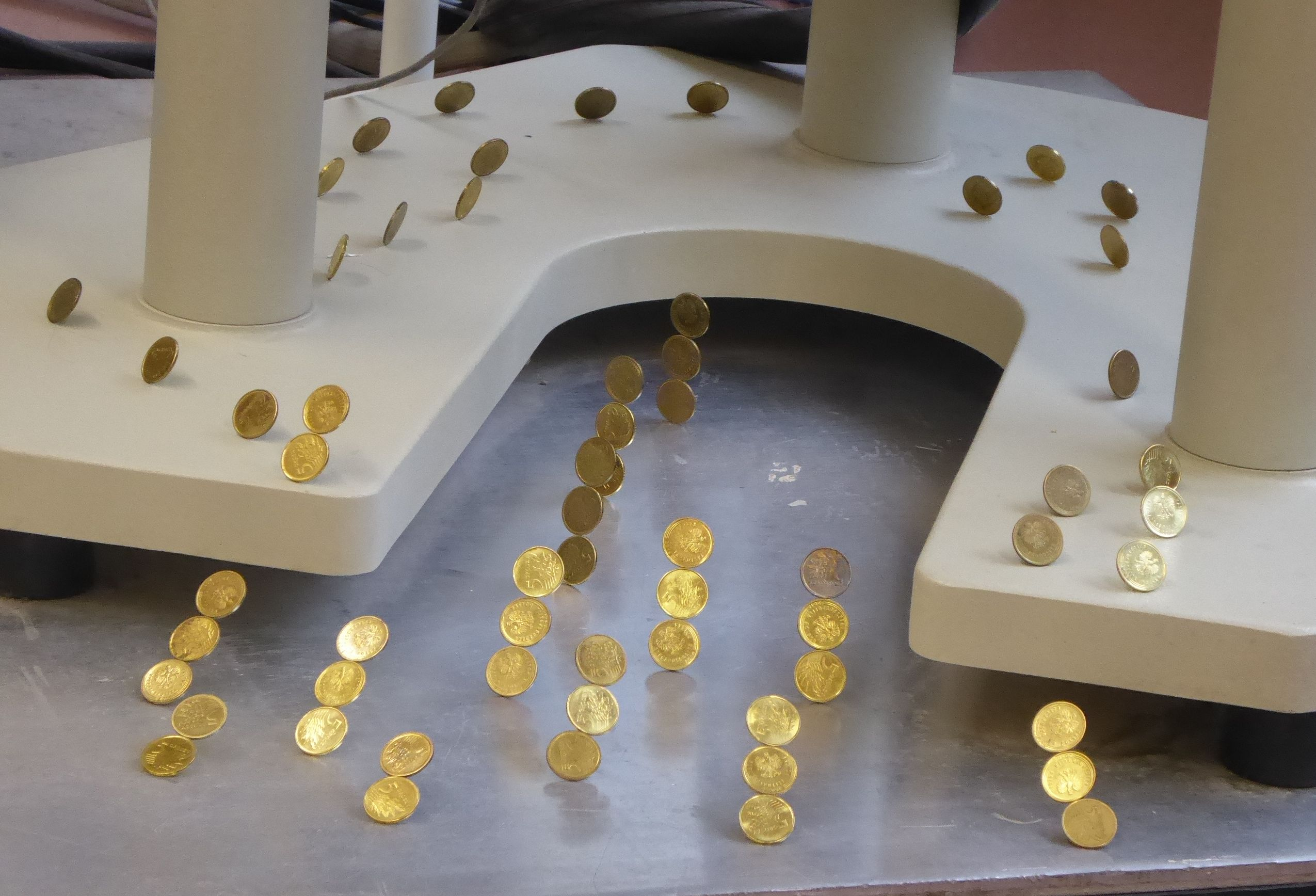
Monety stojące pod nieekranowanym magnesem nadprzewodzącym.

Nadprzewodnictwo – stan materiału polegający na zerowej rezystancji, jest osiągany w niektórych materiałach w niskiej temperaturze.
Nadprzewodnictwo zostało wykryte w 1911 przez Kamerlingha Onnesa. Jest to zjawisko kwantowe, niemożliwe do wyjaśnienia na gruncie fizyki klasycznej. Poza zerową rezystancją inną ważną cechą nadprzewodników jest wypychanie ze swej objętości pola magnetycznego (efekt Meissnera).
Nadprzewodnictwo jest obserwowane w różnorodnych materiałach: niektórych pierwiastkach (na przykład w cynie, rtęci i ołowiu), stopach, ceramikach tlenkowych czy materiałach organicznych.

## Właściwości fizyczne nadprzewodników
Podstawową cechą charakteryzującą nadprzewodniki jest spadek do zera ich oporu elektrycznego (rezystancji) poniżej pewnej temperatury, nazywanej temperaturą krytyczną. Temperatura ta zależy od rodzaju (składu chemicznego i struktury) materiału, a także od czynników zewnętrznych – ciśnienia i pola magnetycznego.
Drugim charakterystycznym dla nadprzewodników efektem jest wypychanie z materiału pola magnetycznego, zwane efektem Meissnera (w nadprzewodnikach pierwszego rodzaju), lub skupianie pola magnetycznego w „wiry” (w nadprzewodnikach drugiego rodzaju).

## Rodzaje nadprzewodników

W sierpniu 2018 roku osiągnięto nadprzewodnictwo w 215 K, a w grudniu w 250 K. W marcu 2019 rekord wynosił już 280 K.

Na podstawie różnych kryteriów można wydzielić różne grupy nadprzewodników:
- Ze względu na właściwości fizyczne:
  - nadprzewodniki I rodzaju, w których przy określonym krytycznym polu magnetycznym BC dochodzi do zniszczenia stanu nadprzewodzącego,
  - nadprzewodniki II rodzaju, w których przy określonym polu magnetycznym BC1 dochodzi do wnikania pola magnetycznego do nadprzewodnika i utworzenia stanu mieszanego, a powyżej pola BC2 zachodzi zniszczenie stanu nadprzewodzącego.
- Ze względu na skład chemiczny i budowę:
  - niektóre pierwiastki (na przykład rtęć, kadm, ołów, cynk, cyna, glin, iryd, platyna), inne przechodzą w stan nadprzewodnictwa tylko pod bardzo wysokim ciśnieniem (na przykład tlen, fosfor, siarka, german, żelazo[6], lit[7]) lub w postaci cienkich warstw (wolfram, beryl, chrom[8]); jeszcze innych nie dało się jak dotychczas przeprowadzić w stan nadprzewodnictwa (na przykład srebro, miedź, złoto, gazy szlachetne[9], wodór[10][11]),
  - stopy i związki międzymetaliczne, takie jak na przykład NbTi,
  - związki organiczne, w tym odmiany alotropowe węgla (fulereny, nanorurki[12]),
  - tlenkowe związki miedzi i żelaza o strukturze perowskitu zarówno w postaci ceramik, jak i monokryształów.
- Ze względu na stosowaną metodę opisu:
  - nadprzewodniki konwencjonalne, które dają się dobrze opisać teorią BCS,
  - nadprzewodniki niekonwencjonalne, które jeszcze nie posiadają ogólnie akceptowanej teorii tłumaczącej w zadowalający sposób ich właściwości.
- Ze względu na temperaturę przejścia w stan nadprzewodnictwa:
  - nadprzewodniki niskotemperaturowe, o temperaturze przejścia w stan nadprzewodnictwa poniżej temperatury wrzenia ciekłego azotu (77 K),
  - nadprzewodniki wysokotemperaturowe, o temperaturze przejścia w stan nadprzewodnictwa powyżej temperatury wrzenia ciekłego azotu. Niegdyś nazywano tak ceramiczne półprzewodniki tlenkowe, ale wobec odkrywania nowych grup materiałów nadprzewodzących taka konwencja przestała być używana.
- Istnieje grupa nadprzewodników ferromagnetycznych, na przykład UGe2[13], URhGe[14].

## Historia

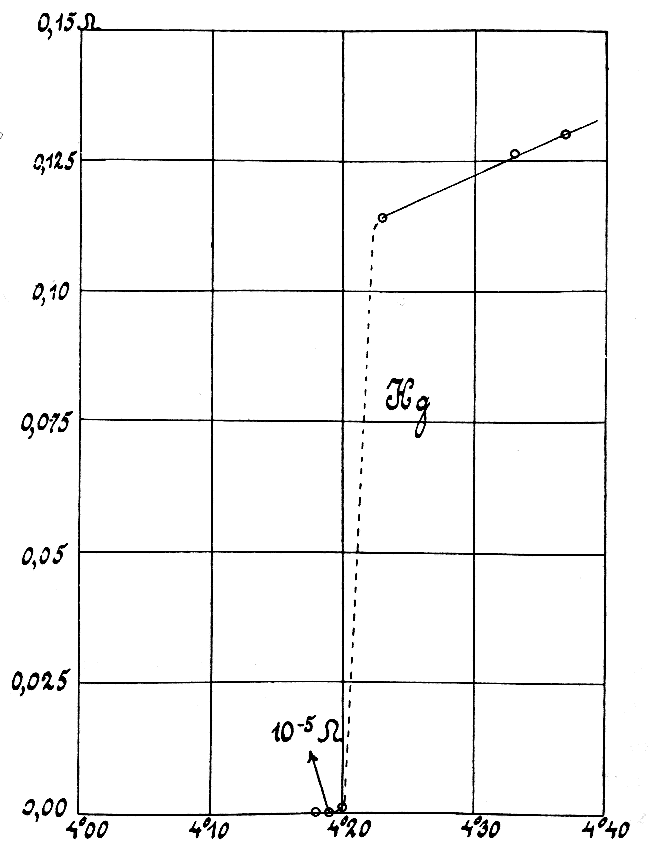
Spadek oporu elektrycznego rtęci przy przejściu poniżej temperatury krytycznej (rysunek zaczerpnięty z oryginalnej pracy Kamerlingha Onnesa)

Zjawisko nadprzewodnictwa zostało odkryte w 1911 przez Heike Kamerlingha Onnesa podczas szeroko zakrojonych badań właściwości materiałów w niskich temperaturach w zorganizowanym przez niego laboratorium kriogenicznym w Lejdzie. Do badań wykorzystano rtęć, gdyż stosunkowo łatwo było ją otrzymywać w stanie o bardzo dużej czystości. W trakcie pomiarów jej oporu elektrycznego w temperaturze 4,2 K zaobserwowano jego spadek o wiele rzędów wielkości. Za to odkrycie otrzymał nagrodę Nobla w 1913.
W 1913 w laboratorium w Lejdzie skonstruowano magnes nadprzewodzący, wytwarzający duże pola magnetyczne. Wykryto przy tym czułość zjawiska nadprzewodnictwa na pole magnetyczne.
W 1933 niemieccy fizycy Fritz Meissner i Robert Ochsenfeld odkryli efekt wypychania pola magnetycznego z nadprzewodnika.
W 1935 roku bracia Fritz i Heinz Londonowie zaproponowali fenomenologiczny model nadprzewodnika opisujący zanik oporu elektrycznego oraz zjawiska Meissnera.
W 1950 roku dwie niezależne grupy wykryły efekt izotopowy – zależność temperatury przejścia w stan nadprzewodnictwa od liczby masowej izotopu. Nasunęło to wniosek, że efekt nadprzewodnictwa zależy nie tylko od nośników ładunku, ale także od właściwości jonów sieci krystalicznej.
W 1952 Witalij Ginzburg zaproponował do wyjaśnienia procesu nadprzewodnictwa koncepcję łączenia się elektronów w grupy o parzystej liczbie.
W 1957 John Bardeen, Leon Cooper i John Schrieffer stworzyli teorię BCS, wyjaśniającą mechanizm powstania zjawiska nadprzewodnictwa. W 1972 otrzymali za to osiągnięcie nagrodę Nobla.
W 1973 Leo Esaki, Ivar Giaever, Brian D. Josephson otrzymali nagrodę Nobla za prace dotyczące zjawisk tunelowych w nadprzewodnikach.
W 1986 Georg Bednorz i Alex Müller odkryli w tlenkowym związku Ba-La-Cu-O nadprzewodnictwo w temperaturze krytycznej 35 K. Otrzymali za to nagrodę Nobla w 1987.
W 2003 Alexei A. Abrikosov, Vitaly L. Ginzburg, Anthony J. Leggett otrzymali nagrodę Nobla za pionierski wkład w teorię nadprzewodnictwa i nadciekłości.

## Podstawy fizyczne zjawiska
Istotą powstania stanu nadprzewodnictwa jest powstanie par nośników ładunku (pary Coopera). Pary takie mogą powstać w wyniku łączenia się dwóch elektronów posiadających energię bliską energii Fermiego nawet wtedy, gdy energia wiążącego je oddziaływania jest bardzo mała. Zmienia to właściwości elektryczne materiału, gdyż pojedyncze nośniki są fermionami, a pary bozonami.
Do opisu klasycznych nadprzewodników niskotemperaturowych stosuje się teorię BCS opisującą oddziaływanie wiążące nośniki w wyniku odkształceń sieci krystalicznej. Na skutek zaniku drgań anharmonicznych sieci krystalicznej materiału w niskiej temperaturze pojawia się sprzężenie pomiędzy elektronami przewodnictwa i stanami fononowymi w sieci. Sprzężenie to pozwala na „sparowanie” elektronów. W modelu BCS para Coopera to rodzaj wzbudzenia elektronowo-fononowego: są to dwa elektrony związane ze sobą dzięki oddziaływaniu z siecią krystaliczną, czyli wymianie fononów.
Istnieją także nadprzewodniki, w których w pary Coopera łączą się nie elektrony, lecz dziury. Przewodnictwo dziurowe wykazuje większość nadprzewodników drugiego rodzaju (wyjątkiem jest np. Nd2-xCexCu4-δ).
Pary Coopera, będące bozonami, mogą się skondensować na jednym poziomie energetycznym. Dla materiałów nadprzewodzących poziom ten jest odseparowany od innych poziomów przerwą energetyczną oraz charakteryzuje się niezerowym pędem: pary się poruszają. W niskiej temperaturze żadna z par nie może się „wyswobodzić”, bo musiałaby pokonać przerwę energetyczną, a to wymaga energii, która w normalnym materiale jest dostarczana dzięki drganiom anharmonicznym sieci krystalicznej. W niskiej temperaturze drgania te jednak nie występują, obecne są tylko drgania harmoniczne.
W efekcie pary są trwałe i muszą się poruszać: tak powstaje ruch ładunków i stąd wynika jego odporność na zaburzenia. Istotą zjawiska nadprzewodnictwa jest jego kolektywny charakter oraz fakt, że nośnikami prądu elektrycznego są w nadprzewodnikach pary elektronowe o ładunku 2e.

## Teorie nadprzewodnictwa

### Teoria Londonów
Pierwszym teoretycznym opisem zjawiska nadprzewodnictwa był fenomenologiczny model zaproponowany w 1935 roku przez braci Londonów. Wyjaśniał on zanik oporu elektrycznego oraz odkryte parę lat wcześniej zjawisko Meissnera. Umożliwił również wyprowadzenie zależności opisującej głębokość wnikania pola magnetycznego w nadprzewodniki.

### Teoria Ginzburga-Landaua
Ginzburg i Landau zaproponowali fenomenologiczną teorię nadprzewodnictwa, opartą na opracowanej wcześniej przez Landaua teorii przejść fazowych.

### Teoria mikroskopowa Bardeena, Coopera i Schrieffera (BCS)
W 1950 roku Fröhlich wykazał, że oddziaływanie elektron–fonon jest w stanie związać ze sobą dwa elektrony. Cooper w 1956 roku wykazał, że dwa elektrony, których wzajemne oddziaływanie jest na tyle słabe, że nie mogłyby one same utworzyć stanu związanego, będą mogły związać się w parę w obecności innych elektronów. Nazwano je parami Coopera.
Zaproponowana 1957 roku mikroskopowa teoria nadprzewodnictwa zakładała istnienie przyciągającego oddziaływania między elektronami znajdującymi się w pobliżu powierzchni Fermiego przenoszonego za pośrednictwem drgań sieci. Wraz ze wzrostem temperatury coraz więcej par ulega rozerwaniu i jednocześnie maleje szerokość przerwy energetycznej. W temperaturze krytycznej szerokość przerwy maleje do zera i wszystkie pary ulegają rozerwaniu. Teoria BCS tłumaczy również brak oporu elektrycznego nadprzewodników. W łączeniu się par Coopera biorą udział elektrony o przeciwnych pędach, tak, że wypadkowy pęd pary (gdy nie płynie prąd) jest równy zeru.

## Poszukiwania i zastosowania materiałów nadprzewodzących
Ciągle poszukuje się substancji o jak najniższej rezystywności. Obecnie substancjami o najniższej rezystywności w temperaturze pokojowej są srebro i miedź.
Podczas analizy właściwości metali i stopów zauważono, że ich rezystywność maleje wraz ze spadkiem temperatury. W temperaturach bliskich zeru bezwzględnemu niektóre substancje stają się nadprzewodnikami, co potwierdzono empirycznie (bez źródła napięcia utrzymano przepływ stałej wartości prądu w pętli przez około 2 lata, przerywając po tym czasie doświadczenie jako zbyt kosztowne). Do substancji takich należą aluminium, cyna oraz wiele innych metali i niektóre półprzewodniki. Dobre właściwości mają również spieki i związki miedzi i tlenu. Nadprzewodnictwo nie występuje w metalach szlachetnych (złoto, srebro).
Postęp nauki przyczynia się do poznawania substancji, które umożliwiają bezstratny przepływ prądu w coraz wyższych temperaturach. Wciąż jednak jest to temperatura zbyt niska dla praktycznych zastosowań i wykorzystanie nadprzewodników jest nadal nieopłacalne w masowych zastosowaniach. Oczekuje się odkrycia taniego nadprzewodnika, który pracowałby w temperaturze normalnej (a więc do ok. 20 °C).

## Zastosowania nadprzewodników

### Nadprzewodzące przewody

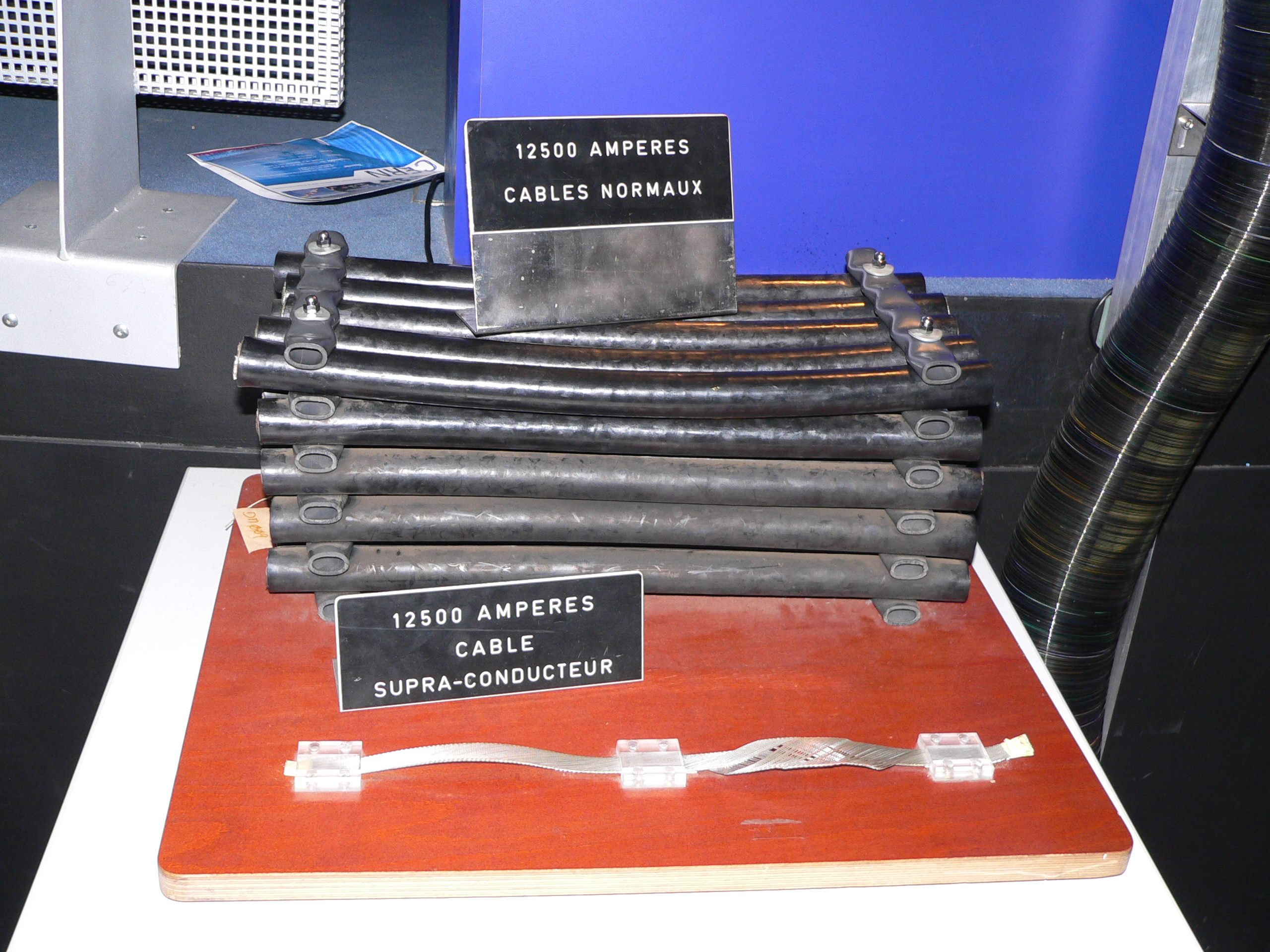
Kable zdolne przewodzić prąd 12 500 A – u góry konwencjonalne, na dole nadprzewodzący

Nadprzewodniki ze względu na swoją zerową oporność największe nadzieje budzą w branży energetycznej. Parametrami stanowiącymi o przydatności danego nadprzewodnika do celów technicznych są temperatura, pola i prądy krytyczne. Najbardziej obiecującymi nadprzewodnikami II rodzaju na przewody są materiały na bazie niobu (Nb, Nb3Sn, Nb-Ti i NbN) oraz na bazie ołowiu (PbMo6Ti8).
Na przewody stosuje się podłoże z elastycznego materiału zawierające ścieżkę nadprzewodzącą. Najprostszy przewód stanowi pręt lub rura miedziana pokryta warstwą nadprzewodnika. Coraz częściej stosowane są wielościeżkowe przewody Nb-Ti w matrycy miedzianej. Jest to tani materiał stosowany głównie w elektromagnesach nadprzewodzących. Możliwe jest również zastosowanie Nb3Sn, jednakże jego wytworzenie jest trudne oraz bardzo drogie.

### Nadprzewodzące linie przesyłowe
Zmorą dużego zapotrzebowania na energię są straty przy przesyle owej energii do odbiorcy. Nadprzewodzące linie przesyłowe są lekarstwem na ten problem. W tzw. kriokablach stosowane są dwa rozwiązania:
- normalny kabel schładzany do niskiej temperatury
- kabel nadprzewodzący

W pierwszym przypadku kabel miedziany lub aluminiowy ochładza się do temperatury ciekłego wodoru (20 K) i ich oporność właściwa zmniejsza się 1000 razy. Kabel nadprzewodzący jest bardziej skomplikowany. W obiegu takiej linii musi płynąć ciekły hel. Na sprężystym karkasie znajduje się elastyczny nadprzewodnik oddzielony izolacją od wewnętrznej rury prowadzącej ciekły hel. Kolejną warstwą jest płaszcz próżniowy w którym znajduje się ekran chłodzony odparowanym helem gazowym. Za zewnętrzną ścianką rury Dewara helowego znajduje się płaszcz azotowy. Najbardziej zewnętrznymi warstwami są izolacja próżniowa oraz osłona kabla. Stosowanie kabla nadprzewodzącego jest opłacalne, gdy przenoszona moc jest większa od jednego gigawata.

### Nadprzewodzące elektromagnesy
Nadprzewodzący elektromagnes stanowi cewka wykonana z wielu zwoi drutu nadprzewodzącego, zanurzona w cieczy chłodzącej (zwykle w ciekłym helu) i zasilana prądem elektrycznym. Dzięki nadprzewodnictwu taki elektromagnes generuje bardzo silne pole magnetyczne, rzędu nawet 106 A/m w objętości rzędu 1 m³, przy niewielkim poborze energii, która zużywana jest głównie do utrzymania helu w niskiej temperaturze.
Nadprzewodzące elektromagnesy są stosowane w aparatach obrazowania metodą rezonansu magnetycznego MRI (np. do badania obrazowego mózgu), w spektroskopach NMR (do obrazowania reakcji chemicznych), w akceleratorach cząstek elementarnych, w nadprzewodnikowych zasobnikach energii, w przemysłowych generatorach plazmy.
Pole magnetyczne w centrum cewki określa równanie:
{\displaystyle H_{0}={\frac {NI}{a_{1}}}\cdot {\frac {1}{2\beta (\alpha -1)}}\cdot F(\alpha ,\beta ),}
gdzie:
{\displaystyle H_{0}} – natężenie pola magnetycznego,
{\displaystyle N} – ilość zwojów cewki,
{\displaystyle I} – natężenie prądu elektrycznego,
{\displaystyle \alpha } – parametr geometryczny cewki,
{\displaystyle \beta } – parametr geometryczny cewki,
{\displaystyle F(\alpha ,\beta )} – funkcja zależna od geometrii cewki.
Wyróżnia się:
- cewki krótkie (β << α i β < 1),
- cewki długie (a1β >> a2 > a1).

### Trakcja na poduszce magnetycznej
Pomysł pojazdu na poduszce magnetycznej został opisany pierwszy raz w 1909 roku przez Roberta Goddarda. Pierwszy patent pojawił się w 1912 roku i został wniesiony przez Emila Backeleta. Dopiero w drugiej połowie XX wieku pojawił się pierwszy projekt wykorzystania nadprzewodników w kolei magnetycznej. Wykrystalizowały dwa główne nurty osiągnięcia tego efektu. Pierwszy z nich opierał się na zastosowaniu przyciągających się, silnych magnesach, drugi zaś w oparciu o „poduszkę” odpychających się magnesów. Poduszka magnetyczna jest wytwarzana przez szereg ułożonych obok siebie zwojnic, ale pole magnetyczne porusza się stosownie do pojazdu.

### Tranzystor nadprzewodzący
Zjawisko Josephsona zostało zastosowane w konstrukcji nadprzewodzących tranzystorów. Pierwszy tranzystor nadprzewodzący został skonstruowany w 1994 roku i zastosowano do tego cienkowarstwowe glinowe elektrody nadprzewodzące połączone z zewnętrznymi elektrodami miedziowymi. Wielkość tranzystora nie przekroczyła 3 μm.

### Supertrony – nadprzewodzące soczewki wiązek elektronów
Gdy wiązka elektronów przechodzi przez tubus nadprzewodzący to na skutek zjawiska Meissnera pole magnetyczne wytwarzane przez wiązkę jest odpychane od wewnętrznych ścian tubusu. Objawia się to ogniskowaniem wiązki elektronów. Zdolność skupiająca soczewki można przedstawić w postaci:
{\displaystyle F={\frac {D}{2r_{F}}}\cdot {\frac {I_{m}}{I_{a}}}\cdot {\frac {r_{90}}{r_{10}}},}
gdzie:
{\displaystyle D} – wewnętrzna średnica wyjścia z soczewki,
{\displaystyle r_{F}} – szerokość rozkładu gęstości prądu związanego z przepływem wiązki mierzoną w poprzek soczewki,
{\displaystyle I_{m}} – maksymalna gęstość prądu wiązki elektronów,
{\displaystyle I_{a}} – średnia gęstość prądu otrzymana przez podzielenie całkowitej gęstości prądu przez powierzchnię przekroju wyjścia soczewki,
{\displaystyle r_{90}} – promień wiązki mierzony w 90% maksymalnego natężenia,
{\displaystyle r_{10}} – promień wiązki mierzony w 10% maksymalnego natężenia.
Zdolność skupiająca soczewek elektronowych wytworzonych z nadprzewodników wysokotemperaturowych zależy od temperatury krytycznej nadprzewodnika.
Soczewki wiązek elektronowych mogą być wykorzystane do emitowania spójnego promieniowania elektromagnetycznego.

### Łożyska nadprzewodzące
Zjawisko lewitacji magnesu nad nadprzewodnikiem zostało zastosowane w konstrukcji łożysk. Jednym z problemów materiałowych przy konstrukcji wykorzystaniu łożysk nadprzewodzących jest pułapkowanie strumienia magnetycznego w nadprzewodniku chłodzonym w obecności pola magnetycznego indukowanego przez pobliski magnes. Zmuszało to konstruktorów do demontowania urządzeń przed każdym chłodzeniem. Dopiero zastosowanie teksturowanego nadprzewodnika YBaCuO pozwoliło przełamać impas. Część stała łożyska była wykonana z tego nadprzewodnika wysokotemperaturowego, natomiast część wirująca była magnesem stałym. Magnes był odpychany od nadprzewodnika siłami lewitacji i osiągnięto prędkość 135 000 obrotów/min.

### Bolometry
Bolometr jest urządzeniem do detekcji promieniowania. Składa się z elementu absorbującego promieniowanie oraz z opornościowego termometru. Zaletą takiego bolometru jest możliwość detekcji promieniowania w szerokim zakresie częstotliwości, również fal milimetrowych lub dalekiej podczerwieni. Istnieje też możliwość pomiaru bezwzględnych wielkości mocy promieniowania. Wadą bolometru jest długi czas reakcji. Szybkość odpowiedzi takich urządzeń jest odwrotnie proporcjonalna do pojemności cieplnej C:
{\displaystyle C=\tau \cdot G.}
Mechanika działania bolometru opiera się na poniższym równaniu:
{\displaystyle \Delta T={\frac {P}{G}}\cdot {\frac {1}{(1+\omega ^{2}\tau ^{2})^{1/2}}},}
gdzie:
{\displaystyle \Delta T} – przyrost temperatury bolometru wywołany absorpcją promieniowania,
{\displaystyle P} – moc absorbowanego promieniowania,
{\displaystyle G} – współczynnik przewodnictwa cieplnego,
{\displaystyle \tau } – stała czasowa bolometru.
W konstrukcji bolometrów wykorzystuje się silną zależność oporności nadprzewodnika od temperatury w zakresie przejścia do stanu nadprzewodzącego.

### SQUID
Nadprzewodzący interferometr kwantowy znalazł zastosowanie w elektronice bardzo słabych sygnałów. Wykorzystuje się do tego interferencję oscylacji kwantowych występujących w równoległym obwodzie nadprzewodzącym dwóch złączy Josephsona.
Wyróżnia się kilka typów tej technologii:
- SQUID (nadprzewodzący interferometr kwantowy),
- DC-SQUID (nadprzewodzący interferometr kwantowy prądu stałego),
- RF-SQUID (nadprzewodzący interferometr kwantowy częstotliwości radiowej),
- NS-QUID,
- pikowoltomierz SQUID-owy,
- transformator strumienia magnetycznego[19].